# Гохури, Стив
Лохоре Стивен (Стив) Ульрих Гохури (фр. Lohoré Steven "Steve" Ulrich Gohouri; 8 февраля 1981, Трешвиль, Кот-д’Ивуар — декабрь 2015, Крефельд, Германия) — ивуарийский футболист, центральный защитник.

## Карьера
Начал карьеру в клубе «Пари Сен-Жермен», где, однако, не провёл ни одной игры за основной состав, сыграв лишь игру за вторую команду клуба. После этого он перешёл в израильский клуб «Бней Иегуда», где провёл один сезон. В 2000 году Гохури перешёл в швейцарский клуб «Ивердон-Спорт». Там он выступал два сезона, его единственным достижением в составе команды стал выход в финал Кубка Швейцарии в 2001 году. В январе 2003 года Гохури перешёл в итальянскую «Болонью», но не сыграл за клуб ни одной игры. По окончании сезона Гохури перешёл в клуб «Вадуц» из Лихтенштейна. В составе «Вадуца» он выиграл два Кубка страны. Затем он вернулся в Швейцарию, где играл за клуб «Янг Бойз», с которым дошёл до финала Кубка Швейцарии в 2006 году.
28 декабря 2006 года перешёл в «Боруссию» из Мёнхенгладбаха; сумма трансфера составила 1,5 млн евро. В «Боруссии» Гохури занял твёрдое место в основе команды, проведя в своём первом сезоне в клубе 14 игр. В августе 2007 года Гохури мог перейти во французский «Лилль». В октябре 2007 года Стив потерял место в составе из-за того, что накануне матча с «Кёльном» он был замечен на кёльнской дискотеке вместе с партнёром по команде, Сумайлой Кулибали. Лишь в феврале 2008 года Гохури стал вновь выступать за основной состав команды. В сентябре 2008 года Гохури был отправлен во второй состав «Боруссии» из-за того, что пропустил несколько необходимых медицинских процедур. Тогда же Гохури выразил желание играть в Англии. Зимой 2009 года Гохури интересовались российские клубы, а также «Сток Сити» и «Сандерленд». Летом 2009 года Гохури был окончательно переведён во второй состав команды. Его хотел подписать «Портсмут», но сделка не состоялась. 23 декабря 2009 года «Боруссия» разорвала контракт с Гохури.
12 января 2010 года перешёл в клуб «Уиган Атлетик», подписав контракт до конца сезона. За первые полгода в команде Гохури провёл 5 игр и забил 1 гол. В мае 2010 года «Уиган» продлил контракт с защитником на 2 года.

## Международная карьера
В сборной Кот-д’Ивуара Гохури дебютировал в августе 2006 года в игре с Сенегалом. 21 марта 2007 года защитник дважды отличился в товарищеском матче со сборной Маврикия (3:0). А через четыре дня забил гол в отборочном матче Кубка африканских наций с Мадагаскаром (3:0). В 2010 году был включён в заявку национальной команды на чемпионат мира, но на поле не выходил.

## Болезнь
В июне 2009 года Гохури заболел тропической малярией. У него была сильно поражена печень. Только экстренная реанимационная помощь врачей тогда спасла Гохури от смерти.

## Смерть
12 декабря 2015 года Гохури был объявлен пропавшим без вести, после того как семья подала заявление в полицию. В последний раз Гохури видели на рождественской вечеринке клуба четвёртого немецкого дивизиона «Штайнбах», с которым он подписал контракт за несколько дней до исчезновения. Стив должен был приехать к своей семье в Париж, но этого так и не произошло.
2 января 2016 года немецкая полиция подтвердила, что обнаружила тело Гохури в канун Нового года в реке Рейн близ города Крефельд. Причины смерти футболиста, имевшего долги и проблемы с наркотиками, пока не установлены. Следы насилия на теле не были найдены.

## Достижения
- Обладатель Кубка Лихтенштейна: 2004, 2005